# Gerhard IV. (Jülich)
Gerhard IV. von Jülich († 1147) stammte aus dem Grafenhaus von Jülich. Er war ein Sohn Gerhard III. von Jülich.

## Leben
Gerhard IV. war ein Sohn von Gerhard III. von Jülich. Vermutlich starb er kinderlos am 25. Oktober 1147 als Teilnehmer des zweiten Kreuzzugs.